# بادن (النمسا السفلى)
بادين (بالألمانية: Baden) ويُطلق عليها أيضاً بادين باي فين (بالألمانية: Baden bei Wien) وهي مدينة تقع في النمسا السفلى، النمسا، وتقع جنوب فيينا بمسافة 26 كيلومتر
وتبلغ مساحتها 26.89 كم2 ويبلغ ارتفاعها 230 متراً ويبلغ عدد سكانها في يناير 2016، 25,692 نسمة.

## أعلام
- كلاوس إيبرهارد
- بيزن ادريزاج
- مارلينه شتريروفيتس
- كارل فايفر
- كريستل غولتز
- يوهان شوبر
- إدوارد دوليزال
- أنطون ماريا شوارتز
- بيتي باولي
- فيلما ديجيشر

## وصلات خارجية
- Official homepage
- Synagogue
- Casino
- Römertherme
- Kurhaus
- Stadttheater
- Hauervinothek
- "Baden: I. A town of Lower Austria" . The American Cyclopædia. 1879. {{استشهاد بموسوعة}}: يحتوي الاستشهاد على وسيط غير معروف وفارغs: |1= و|coauthors= (مساعدة)